# Спасите Колю!
«Спаси́те Ко́лю!» — российская комедия режиссёра Дмитрия Губарева. В главных ролях: Дмитрий Нагиев, Анна Родоная, Иван Злобин и Кузьма Сапрыкин.
Премьера фильма в России состоялась 18 февраля 2021 года. Телевизионная премьера фильма состоялась 9 января 2022 года на «Первом канале».

## Сюжет
Вдовец Михаил Иванович Матушкин в одиночку воспитывает дочь Машу, теперь она уже студентка. Маша провожает отца на охоту, раньше и на охоту и на рыбалку они всегда ездили вместе. Но сейчас Маша говорит, что ей нужно готовиться к экзаменам.
После отъезда отца Маша звонит друзьям. К дому на берегу залива съезжается молодежь. Они располагаются в беседке, организуют тусовку. Бабушка Маши Зося Петровна нажарила для ребят котлеты, чтобы они нормально закусывали, но она не собирается им мешать и уходит к себе и с бокалом вина устраивается у телевизора. Маша обещала представить друзьям своего нового «мужчину». В беседку входят очередные гости, среди них скромный парень Ваня. Он явно влюблен в Машу, но та не обращает на него внимания. Наконец, на мотоцикле подъезжает Машин кавалер – стильный и самоуверенный Коля. По дороге Михаил замечает, что дочь дала ему не то ружье, он решает вернуться домой.
Михаил врывается в беседку, где гуляет молодежь и требует сказать, где Маша. Испуганные внезапным появлением сурового родителя ребята говорят, что она в доме. Михаил бежит туда и застает Машу в ее спальне с ухажером. Михаил угрожает парню ружьем. Полураздетый Коля спасается бегством, прыгает на свой мотоцикл и уезжает. Михаил приходит на службу, он занимает должность военкома и пользуется заслуженным авторитетом. Михаилу звонит мэр Анатолий Иванович и поздравляет его с юбилеем, который тот сегодня отмечает. Михаил вынужден пригласить мэра на предстоящее торжество.
Мэр озабочен тем, что в сеть попало видео, где он пьяный танцует на столе в ресторане. Но помощник его уверяет, что скоро кто-нибудь другой опозорится, и про мэра тут же забудут. Анатолий приезжает на открытие нового кинотеатра. Мэра встречает коллектив художественной самодеятельности, ему подносят водку и закуски. Когда выясняется, что бюджет на строительство кинотеатра истрачен неизвестно куда, а «объект городской инфраструктуры» представляет собой открытую площадку с экраном, Анатолий уже смотрит на это сквозь пальцы. Коллектив военкомата приходит в кабинет Михаила, чтобы поздравить начальника с юбилеем. Михаил напоминает своему помощнику Сане Бойкому, что он распорядился не устраивать никаких торжеств на рабочем месте и говорит, что в список приглашенных нужно внести еще одного гостя – мэра, но на него ориентироваться не нужно, главное – порадовать родных и близких. Бойкий сообщает, что уже разработал план праздника.
Бабушка Клавдия Тихоновна ведет Ваню в военкомат. Именно Ваня снял видео с пьяным мэром, и теперь Клавдия Тихоновна беспокоится, что у внука будут неприятности, поэтому хочет, чтобы его от греха подальше забрали в армию. В кабинет Михаила заявляется Маша. Она рассержена на отца. Михаил всех ее парней отправляет в армию, причем в самые отдаленные точки. Теперь он отослал Колю за Полярный круг служить в ВМФ. Маша возмущается, что ей уже скоро двадцать лет, а отец отваживает от нее всех ухажеров и не дает ей ни с кем встречаться. Хлопнув напоследок дверью, Маша уходит.
Клавдия Тихоновна обращается к Михаилу, которого знает с детства, с необычной просьбой – отправить Ваню в армию. Обычно родственники хотят «отмазать» своих чад от службы. Михаил не имеет права призвать студента, Ваня должен сначала отчислиться из института, но парню осталось учиться всего год, он не хочет забирать документы из вуза. Клавдия Тихоновна настаивает на своем. Она поздравляет Михаила с днем рождения, вручает ему коробку конфет, внутри которой тот обнаруживает конверт с деньгами. Военком стыдит пенсионерку, он отказывается брать взятку, но обещает уладить проблемы непутевого внука Клавдии Тихоновны. Присутствующий в кабинете Ваня просматривает видео, которое только что снял. Михаил слышит часть его разговора с Клавдией Тихоновной, где та предлагает ему деньги. Михаил в ярости пытается отобрать у парня телефон, но Ваня выпрыгивает в окно и убегает.
Маша ведет машину и разговаривает с Колей, до которого ей удалось дозвониться по Вотсапу. Тот жалуется на тяготы службы в ВМФ. Маша обещает его спасти. В этот момент на дорогу выбегает Ваня и автомобиль Маши его сбивает. Девушка выскакивает из машины и кричит на невнимательного пешехода. Узнав в пострадавшем Ваню, Маша везет его в травмпункт. Пока Ваню осматривает врач, Маша обнаруживает на его телефоне запись из кабинета отца. Маша забирает его себе. После осмотра доктора Ваня сообщает Маше, что он ударился головой, но никаких серьезных травм не получил.
Бойкий занят подготовкой фуршета перед беседкой у дома Матушкиных. На столах разложены канапе с деликатесами и другие закуски в стиле авторской кухни. Зося Петровна сокрушается, что гостям нечего будет есть. Михаил сердится, что из выпивки имеется только шампанское. Бойкий оправдывается, говорит, что курьер с водкой попал в аварию – лось выскочил на дорогу, но с животным все в порядке. Михаил заявляет, что столы нужно перенести внутрь беседки, поскольку на улице холодно, а потом идет переодеваться. Со своего балкона Михаил наблюдает через подзорную трубу за сексапильной соседкой Лёлей. Та вышла из бани на открытую веранду и обливается водой из тазика. За этим занятием Михаила застает мать. Зося Петровна вздыхает: жениться бы вам надо, барин.
Приезжают Маша и Ваня. Маша заявляет отцу, что Ванин телефон у нее. Если Михаил не вернет Колю, Маша грозится сделать монтаж и разместить компрометирующее видео в сети. Михаил вынужден позвонить Сергею Петровичу из штаба Тихоокеанского флота (они состоят с ним в дружеских отношениях) и попросить его отправить матроса Николая Красавцева обратно к нему. Коля сходит с ненавистного ему военного судна, конвойные усаживают матроса в УАЗик, машина уезжает. Выполняя свою часть уговора, Маша отдает отцу телефон Вани. Михаил обнаруживает на рабочем столе гаджета фотографию Маши и понимает, что Ваня влюблен в его дочь и отдает телефон владельцу.
Согласно разработанному Бойким плану праздника, юбиляр должен эффектно появиться перед гостями, приплыв к берегу на катере. Бойкий показывает судно, которое для этого предполагается использовать. К берегу причаливает катер на воздушной подушке. Выясняется, что им управляет недавно демобилизовавшийся Гена (первый Машин ухажер, которого отец отослал служить во флот). Михаил говорит, что на катере можно успеть съездить за водкой. Он вместе с Машей и Ваней погружается на борт старенького судна, которое Гена одолжил у дяди и специально выкрасил для столь торжественного мероприятия. Приезжает подруга Михаила Тамара. Она наготовила салатов, сварила холодец, теперь точно никто не останется голодным. Тамара жалуется Зосе Петровне, что Михаил, с которым они давно состоят в близких отношениях, никак не отважится представить ее своей дочери.
Туповатый Гена принимает Ваню за теперешнего Машиного парня, устраивает сцену ревности, начинает совершать на управляемом им судне рискованные маневры. В результате катер тонет. Пассажирам чудом удается выбраться из ледяной воды на берег. Не умеющий плавать Ваня чуть не захлебнулся. Маша оказывает ему первую помощь. Михаил и Гена доносят Ваню до дома Матушкиных, где все они могут отогреться. Сидя с дочерью у камина, Михаил говорит ей, что неправильно добиваться желаемого шантажом поэтому Коля должен продолжить службу. Маша злится на отца и уходит. Михаил звонит Сергею и просит вернуть матроса Красавцева обратно на корабль. К Михаилу приходит расфуфыренная Лёля, она возвращает соседу тазик. Юбиляр приглашает ее присоединиться к застолью.
Маша приводит в беседку Ваню. Первый тост произносит Вадик (брат покойной жены Михаила), он называет юбиляра настоящим мужиком, достойным подражания, своим другом и братом. Вадик дарит Михаилу новое ружье. Остальные гости тоже вручают подарки. Лёля приносит водку. Она кокетничает с Михаилом, Тамара ревнует. Вадик начинает активно оказывать Лёле знаки внимания, и та решает переключиться на свободного мужчину. Тамара намеревается обозначить свой статус и сообщить о их с Михаилом планах жить вместе, но ее перебивает Маша. Она объявляет Ваню своим женихом. Лёля готова достать по такому поводу самые ценные экземпляры из ее винного погреба. Вадик вызывается ей помочь.
Наедине Маша говорит отцу, что из чувства протеста выйдет замуж за хиляка Ваню. Михаил не желает, чтобы дочь по его вине связала свою жизнь с нелюбимым человеком. Он снова звонит Сергею по поводу Коли. Выбирая вино, Лёля рассказывает Вадику, что к тридцати годам похоронила уже троих мужей. Тамара обвиняет Михаила и Машу в эгоизме, говорит, что им наплевать на тех, кто их любит. Вся в слезах она выбегает из беседки. Крепко выпивший Гена требует, чтобы Михаил отправил его обратно в армию, на гражданке парень так и не смог найти свое место, все присутствующие пытаются утихомирить Гену. Михаил выскакивает на улицу и утешает Тамару. Они мирятся и уединяются на берегу под перевернутой лодкой. У Вадика возникает идея проверить, достоин ли Ваня стать Михаилу зятем. Маша зовет отца. Михаил, Вадик, Маша, Ваня и Гена отправляются на охоту.
Лёля жалуется на проклятие – все, кто ее полюбит, умирают. Бойкий берется расколдовать несчастную женщину. Он делает пассы над ее головой произносит «заклинание»: зима близко, она придет с севера… Бойкого останавливает Тамара, говорит, что тот колдует неправильно. Едва сдерживая слезы, Тамара поет песню «Нежность». Несмотря на сгущающиеся сумерки, Гена обещает найти в лесу кабана и пригнать его к охотникам. По дороге на юбилей Михаила нетрезвый мэр просит сопровождающего его чиновника остановить машину. Анатолий заходит в лес, ложится на муравейник и засыпает. Михаил, Маша и Ваня с ружьями в руках ждут обещанного Геной кабана. Из зарослей прямо на Машу мчится крупный зверь и Ваня стреляет в животное и тем самым убивает его.  Михаил разглядывает добычу, которая вместо кабана оказывается бараном. Из леса выбегает радостный Гена и Михаил его ругает: ты зачем барана с фермы Сан Саныча пригнал?  Внезапно они услышали крик Вадика: «убили!». Вся компания спешит к нему. Вадик обнаружил не подающего признаков жизни мэра. В этот момент Анатолий приходит в себя, но его бьет по голове Гена и мэр снова теряет сознание. Михаил решает забрать Анатолия и его грузят в багажник пикапа. Это видит чиновник, он приходит к выводу, что начальство похитили. Ваня напуган, он уверен, что не только опозорил, но еще и подстрелил мэра. Михаил заявляет, что ружье парню дал он, поэтому и всю ответственность он возьмет на себя.
Конвойные остановились посреди дороги, они ждут окончательного решения начальства, куда везти матроса Красавцева. До Коли дозванивается Маша, она спрашивает, хвалило бы у него смелости спасти ее от дикого кабана. Коля на грани истерики, он говорит, что «мутил» с Машей только затем, чтобы договориться с ее отцом и в армию не идти. Маша от злости швыряет свой телефон. Потом она при помощи планшета сама выходит на связь с «дядей Сережей» с Тихоокеанского флота и сообщает, что нашла себе нового жениха, а Колю он может оставить у себя. К дому Матушкиных подъезжает трактор, оттуда выходят два вооруженных вилами и монтировкой фермера. Они устраивают разборки по поводу убитого барана. Тушу участники спора договариваются отдать тому, кто дольше выдержит воздействие электрошокера. В результате вскоре женщины обнаруживают рядом с тушей барана неподвижные тела двух фермеров, Вадика и Гены. Лёля рыдает над Вадиком, признается, что все ее предыдущие мужья не умерли, а просто бросили ее. Вадик приходит в себя, они с Лёлей целуются. Гену и фермеров отливают водой.
Пользуясь всеобщей неразберихой, чиновник «спасает» мэра, выносит его из дома Михаила и увозит. На скамейке возле беседки Михаил застает целующихся Машу и Ваню. Он отгоняет от дочери ее жениха. Маша ссорится с отцом и уходит из дома. Михаил и Ваня беседуют по душам. Ваня считает Михаила крутым отцом, а Ванин отец умер и парню его очень не хватает.
Вскоре Маша тайком возвращается обратно. Она прячется в бане и засыпает там. Ночью возле бани уединяются Вадик и Лёля. В порыве страсти Вадик по неосторожности становится виновником вспыхнувшего пожара. Выясняется, что внутри находится Маша, дверь в баню заперта, а ключ из скважины выпал. Пока Михаил рубит дверь топором, Ваня проникает в баню через разбитое окно и помогает Маше выбраться наружу, а сам теряет сознание. Ваню, рискуя жизнью, спасает Михаил. Баня сгорает дотла. Утром пришедший в себя Михаил мирится с дочерью, делает официальное предложение руки и сердца Тамаре. Та сообщает, что беременна. Михаил дает отцовское благословление Маше и Ване, но заявляет, что послужить будущему зятю все равно придется.
Ваня служит на флоте. Его приезжает навестить Маша.

## В ролях
- Дмитрий Нагиев — Михаил Иванович Матушкин, военком
- Галина Польских — Зося Петровна, мать Михаила
- Нонна Гришаева — Тамара, невеста Михаила, ефрейтор
- Раиса Рязанова — Клавдия Тихоновна, бабушка Ивана
- Анна Родоная — Маша Матушкина, дочь Михаила, студентка
- Иван Злобин — Ваня, друг Маши
- Кузьма Сапрыкин — Коля Красавцев, ухажёр Маши
- Владимир Сычёв — Вадик, свояк Михаила
- Юлия Франц — Лёля, соседка
- Алексей Золотовицкий — Саня Бойкий
- Иван Писоцкий — Гена, дембель
- Дмитрий Блажко — Анатолий Иванович, мэр
- Владимир Афанасьев — Сергей Петрович, друг Михаила, командующий флотом
- Кирилл Ховрин — Егор, водитель мэра
- Сергей Евдокимов — фермер
- Артём Лещик — фермер
- Павел Григорьев — чиновник

## Съёмочная группа
- Сценарий: Анна Курбатова, Эля Корсак
- Режиссёр: Дмитрий Губарев
- Оператор: Андрей Воробьёв
- Художник: Игорь Трышков
- Композитор: Илья Духовный
- Художник по костюмам: Мария Снеткова
- Художник по гриму: Полина Бойкова
- Режиссёр монтажа: Игорь Медведев
- Звукорежиссёр: Денис Вейхман
- Кастинг: Наталья Нелидова, Наталья Федасова
- Постановщик трюков: Максим Драгой
- Пиротехник: Павел Маркин
- Исполнительный продюсер: Сергей Орлов
- Ассоциированный продюсер: Сергей Фикс
- Сопродюсеры: Олег Туманов, Эльвира Дмитриевская
- Продюсеры: Михаил Курбатов, Анна Курбатова, Александр Николаев и Дмитрий Фикс

## Критика
- Родион Чемонин. Спасайся кто может! Рецензия на комедию «Спасите Колю!» с Дмитрием Нагиевым // Film.ru
- Тимур Алиев. «Спасите Колю!»: Рецензия Киноафиши // КиноАфиша
- Сергей Оболонков. kino-teatr.ru/kino/art/tv/5882/ — «Спасите Колю!»: Сказка про физрука и Иванушку-дурачка // Кино-театр.ру
- Наталия Григорьева. Дмитрий Нагиев пытается спасти утопающую комедию // Независимая газета
- Борис Гришин. Рецензия редакции // Кино Mail.ru